# Lomatium repostum
Lomatium repostum là một loài thực vật có hoa trong họ Hoa tán. Loài này được (Jeps.) Mathias mô tả khoa học đầu tiên năm 1938.